# 郭玫
郭玫（1963年12月—），湖北宜昌人，汉族，无党派人士。中华人民共和国政治人物、第十三届全国人民代表大会甘肃省代表。

## 生平
2018年，郭玫被选为甘肃省出席第十三届全国人民代表大会代表。